# 그레타 마이어

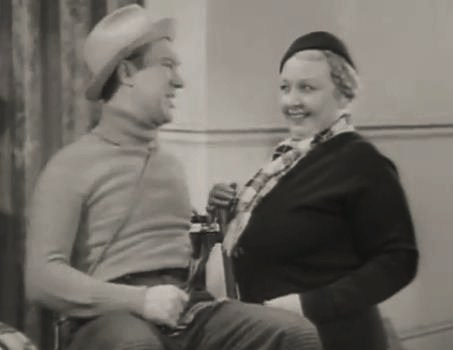

그레타 마이어(Greta Meyer, 1883년 8월 7일 ~ 1965년 10월 8일)는 독일의 연극 배우, 영화배우이다.
독일 제국에서 태어났으며 가데나에서 사망하였다.

## 영화
- 컴 리브 위드 미 (1941년)
- 비터 스윗 (1940년)
- 여자들 (1939년)
- 씬 아이스 (1937년)
- 와이프 대 비서 (1936년)
- 딤플스 (1936년)
- 밤쉘 (1933년)
- 미트 더 바론 (1933년)
- 더 치프 (1933년)
- 투나잇 오어 네버 (1931년) - 엠마 역